# Nizwa
Nizwa (arab. نزوى) – miasto w północnym Omanie, u podnóża gór Al-Dżabal al-Achdar. Według spisu ludności w 2020 roku liczyło 64,6 tys. mieszkańców. Ośrodek administracyjny regionu Ad-Dachilijja oraz wilajetu Nizwa, który w 2020 roku liczył 131,8 tys. mieszkańców.
Jest to główne w kraju skupisko ibadytów (muzułmańskie ugrupowanie religijne). W mieście rozwinięte rzemiosło artystyczne.